# 乳幼児健康診査
乳幼児健康診査（にゅうようじけんこうしんさ）は、母子保健法（昭和40年8月18日法律第141号）第12条及び第13条の規定により市町村が乳幼児に対して行う健康診査。乳幼児健康診断、乳幼児健診とも称される。
よく「乳幼児検診」と誤った記述がなされている場合があるが、この場合正しくは「健診」である。

## 検査年齢
- 乳児（1歳未満）
- 幼児（1歳6か月〜2歳）
- 幼児（3歳〜4歳）

## 診査項目
- 1歳6か月を超え満2歳に達しない幼児（母子保健法施行規則第2条第1項）
  - 身体発育状況
  - 栄養状態
  - 脊柱及び胸郭の疾病及び異常の有無
  - 皮膚の疾病の有無
  - 歯及び口腔の疾病及び異常の有無
  - 四肢運動障害の有無
  - 精神発達の状況
  - 言語障害の有無
  - 予防接種の実施状況
  - 育児上問題となる事項
  - その他の疾病及び異常の有無
- 満3歳を超え満4歳に満たない幼児（母子保健法施行規則第2条第2項）
  - 身体発育状況
  - 栄養状態
  - 脊柱及び胸郭の疾病及び異常の有無
  - 皮膚の疾病の有無
  - 眼の疾病及び異常の有無
  - 耳、鼻及び咽頭の疾病及び異常の有無
  - 歯及び口腔の疾病及び異常の有無
  - 四肢運動障害の有無
  - 精神発達の状況
  - 言語障害の有無
  - 予防接種の実施状況
  - 育児上問題となる事項
  - その他の疾病及び異常の有無